# Rudgea skutchii
Rudgea skutchii är en måreväxtart som beskrevs av Paul Carpenter Standley. Rudgea skutchii ingår i släktet Rudgea och familjen måreväxter. Inga underarter finns listade i Catalogue of Life.